# 2,5-Dimethylfuran
2,5-Dimethylfuran (DMF; die Abkürzung DMF ist jedoch gebräuchlicher für das Lösungsmittel Dimethylformamid) ist eine heteroaromatische organisch-chemische Verbindung. Es besteht aus einem Furan-Grundgerüst, das an den Kohlenstoffatomen der Position 2 und 5 methyliert ist.

## Gewinnung und Darstellung
Ausgangspunkt der Herstellung von 2,5-Dimethylfuran ist z. B. Biomasse von Zuckerrohr, insbesondere Fructose.

## Verwendung
Dimethylfuran wird als potentieller Biokraftstoff gesehen, der Ethanol ablösen könnte. Dabei weist Dimethylfuran eine um 40 % höhere Energiedichte als Ethanol auf, so dass es vergleichbar mit Benzin ist. Es ist chemisch stabil und nimmt im Gegensatz zu Ethanol keine Feuchtigkeit aus der Atmosphäre auf. Außerdem hat es eine geringere Verdampfungsneigung.